# Eparchia di Vladivostok

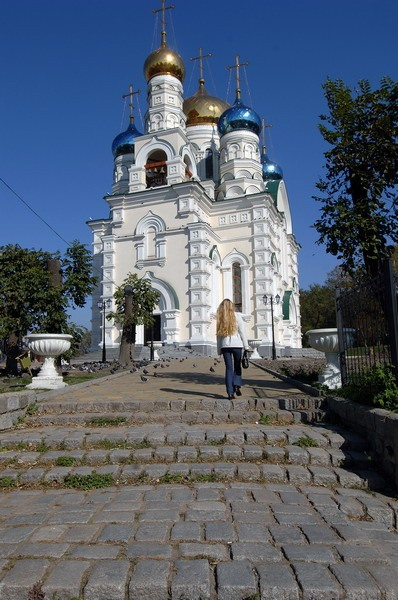
La cattedrale dell'Intercessione a Vladivostok.

L'eparchia di Vladivostok (in russo Владивостокская епархия?) è una diocesi della Chiesa ortodossa russa, appartenente alla metropolia del Litorale.

## Territorio
L'eparchia comprende le città di Vladivostok, Artëm, Dal'nerečensk, Lesozavodsk, Ussurijsk, e i Rajon Kirovskij, Krasnoarmejskij, Michajlovskij, Nadeždinskij, Oktjabr'skij, Požarskij, Spasskij, Chankajskij, Chasanskij, Chorol'skij e Černigovskij nel territorio del Litorale nel circondario federale dell'Estremo Oriente.
Sede eparchiale è la città di Vladivostok, dove si trova la cattedrale dell'Intercessione.
L'eparca ha il titolo ufficiale di «metropolita di Vladivostok e del Litorale».

## Storia
L'eparchia è stata eretta il 4 giugno 1898, ricavandone il territorio dall'eparchia della Kamčatka.
L'eparchia praticamente cessò di esistere all'inizio degli Anni Trenta del Novecento e dopo la seconda guerra mondiale le sue parrocchie erano incluse nell'eparchia di Chabarovsk.
L'eparchia è stata restaurata con la decisione del Santo Sinodo della Chiesa ortodossa russa il 31 gennaio 1991.
Il 27 luglio 2011 ha ceduto porzioni di territorio a vantaggio dell'erezione delle eparchie di Arsen'ev e di Nachodka.
Il 6 ottobre 2011 è entrata a far parte della metropolia del Litorale.